# Iraque
O Iraque (em árabe العراق, transl. al — Irāq, em curdo Îraq), oficialmente República do Iraque é um país do Oriente Médio, limitado a norte pela Turquia, a leste pelo Irã, a sul pelo Golfo Pérsico, pelo Kuwait e pela Arábia Saudita e a oeste pela Jordânia e pela Síria. Sua capital é a cidade de Bagdá, no centro do país, às margens do rio Tigre.
O Iraque tem uma seção estreita de litoral que se estende por 58 km no norte do Golfo Pérsico e seu território compreende a mesopotâmica planície aluvial, o fim do noroeste da Cordilheira de Zagros e a parte oriental do deserto sírio. Dois grandes rios, o Tigre e o Eufrates, percorrem para o sul através do centro do Iraque e fluem para o Xatalárabe, perto do Golfo Pérsico. Estes rios fornecem ao Iraque quantidades significativas de terras férteis.
A região entre os rios Tigre e Eufrates, historicamente conhecida como Mesopotâmia, é mais frequentemente referida como o "berço da civilização". Foi ali que a humanidade começou a ler, escrever, criar leis e viver em cidades sob um governo organizado nomeadamente Uruque, a partir do qual o Iraque foi derivado. A área tem sido o lar de sucessivas civilizações contínuas desde o sexto milênio a.C. Em diferentes períodos da sua história, o Iraque era o centro dos impérios Acádio, Sumério, Assírio e Babilônico. O país também fez parte do Império Otomano e esteve sob controle britânico como um mandato da Sociedade das Nações.
As fronteiras atuais do Iraque foram, em sua maioria, demarcadas em 1920 pela Sociedade das Nações, quando o Império Otomano foi dividido pelo Tratado de Sèvres. O Iraque foi colocado sob a autoridade do Reino Unido através do Mandato Britânico da Mesopotâmia. A monarquia foi fundada em 1921 e o Reino do Iraque ganhou a independência da Grã-Bretanha em 1932. Em 1958, a monarquia foi derrubada e a República do Iraque foi criada. O Iraque foi controlado pelo Partido Baath Árabe Socialista de 1968 até 2003. Depois de uma invasão pelos Estados Unidos e seus aliados, em 2003, Saddam Hussein foi retirado do poder e eleições parlamentares foram realizadas em 2005. A ocupação americana no Iraque terminou em 2011, mas a insurgência iraquiana prosseguiu e intensificou-se sob a influência da Guerra Civil Síria.

## Etimologia
O nome árabe العراق al-'Irāq tem estado em uso desde antes do século VI. Existem várias origens sugeridas para o nome. Uns datam para a cidade suméria de Uruque (hebraico bíblico Ereque) e é, portanto, em última instância, de origem suméria, como Uruque era o nome acadiano à cidade suméria de Urugue, contendo a palavra suméria para "cidade", UR. Uma etimologia popular árabe para o nome é "profundamente enraizada, bem regada; fértil". Durante o período medieval, havia uma região chamada Iraque Alárabe ("Iraque Árabe") à Baixa Mesopotâmia e Iraque Ajami ("Iraque Estrangeiro"), à região agora situada na Europa Central e Irã Ocidental. O termo incluía historicamente a planície ao sul das montanhas de Hamrin e não incluía as partes setentrionais e ocidentais do território moderno do Iraque. O termo Sauade foi usado também no início da ocupação árabe da região da planície aluvial dos rios Tigre e Eufrates, contrastando-a com o deserto árabe árido. Como uma palavra árabe, عراق significa "bainha", "costa", "banco", ou "borda", para que o nome pela etimologia popular passou a ser interpretado como "a escarpa". No sul e no leste do Planalto Jazira, que forma a borda norte e oeste da área do Iraque Alárabe.

## História

### Pré-história
Entre 65 000 a.C. e 35 000 a.C., o norte do Iraque foi o lar de uma cultura neandertal, cujos vestígios arqueológicos foram descobertos na caverna Xanidar. Esta mesma região também é o local de uma série de cemitérios pré-neolíticos, que datam de aproximadamente 11 000 anos a.C.
Desde aproximadamente 10 000 a.C., o Iraque, juntamente com grande parte do Crescente Fértil que compreende a Anatólia e o Levante, foi um dos centros de uma cultura neolítica conhecida como Neolítico Pré-Olaria A (PPNA), onde surgiu a agricultura e a pecuária pela primeira vez no mundo. O período neolítico seguinte, PPNB, é representado por casas retangulares. Na época do neolítico pré-cerâmico, as pessoas usavam vasos de pedra, gesso e cal queimada. Achados de ferramentas de obsidiana na Anatólia são evidências das primeiras relações comerciais.
Outros locais importantes de desenvolvimento humano foram Jarmo (cerca de 7100 a.C.), bem como uma série de locais pertencentes à cultura de Halafe e Tell al-'Ubaid (entre 6500 a.C. e 3800 a.C.). Os respectivos períodos mostram níveis cada vez maiores de avanços na agricultura, como a fabricação de ferramentas e arquitetura.

### Antiguidade

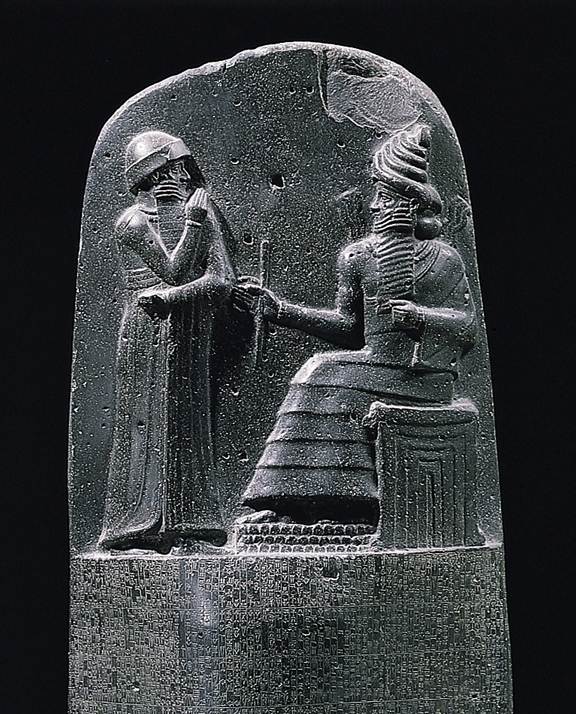
A parte superior da estela do código de leis de Hamurábi

O território do atual Iraque foi o berço da civilização suméria (a civilização mais antiga do mundo) por volta de 4 000 a.C. No ano de 2 550 a.C., ocorreu a unificação da Suméria com a Acádia feita pelo patesi Sargão. Séculos mais tarde o Império de Sargão desmorona: ocorrem revoltas internas e os povos nômades vindos dos Montes Zagros (os povos gútios) conquistam o Império. No ano de 1 950 a.C. eles conquistam o Império definitivamente depois de diversos ataques dos elamitas e dos Amoritas. Tal motivo de tantos combates seria das terras férteis localizado do rio Nilo até os Planaltos Iranianos.
Os elamitas tomaram o extremo Norte do atual Iraque (do Império de Sargão), enquanto os amoritas que formavam o Império Paleobabilônico ocupavam o Centro-Sul. Os hurritas dominavam o norte iraquiano acabaram sendo conquistado pelos egípcios e pelos hititas. Os egípcios e os hititas que estavam dominando o antigo Império Mitani, acabaram sendo dominados pelos amoritas, e os amoritas acabaram sendo dominados pelos cassitas, reconquistando o império, logo o II Império Mitani acabou desmoronando nas mãos dos elamitas.
Os amoritas que formaram o Primeiro Império Babilônico acabaram sendo conquistados pelos assírios por causa da morte do rei Hamurábi. Ciaxares, rei da Média, com aliança com o rei dos caldeus, invadiu Assur em 615 a.C. e, em 612 a.C., tomou Nínive, pondo fim ao estado assírio. Por causa da independência do Egito, ocorreram diversas manifestações na Fenícia e no Elão. Os persas se aproveitando disso, conquistaram os elamitas no ano de 539 a.C. durante a Dinastia Aquemênida persa. O II Império Babilônico formado pelos caldeus acabou sendo dominado também pelos Persas. Após a tentativa frustrada de Dario (xá) de conquistar a Grécia, o império aquemênida começou a declinar. Décadas de golpes, revoltas e assassinatos enfraqueceram o poder dos aquemênidas. Em 333 a.C., os persas já não tinham mais força para suportar a avalanche de ataques de Alexandre, o Grande, e em 330 a.C., o último xá, Dario III, foi assassinado por seu sátrapa Besso, e o primeiro Império Persa caiu em mãos dos gregos e macedônios.

O Império de Alexandre, o Grande

Expansão do califado

O Império Selêucida foi um estado político helenista que existiu após a morte de Alexandre III da Macedónia, cujos generais entraram em conflito pela divisão de seu império. A dinastia arsácida (ou Parta) foi o mais duradouro dos impérios do antigo Oriente Médio. Nômades partas, de origem iraniana, instalaram-se no Planalto Iraniano e estabeleceram um pequeno reino independente. Sob a liderança do Rei Mitrídates, o Grande (171−138 a.C.), o reino parta tornou-se dominante na região, submetendo a Média, a Mesopotâmia e a Assíria. O Império Parta ocupava todo o território do atual Irã, bem como os modernos Iraque, Azerbaijão, Armênia, Geórgia, o leste da Turquia, o leste da Síria, Turcomenistão, Afeganistão, Tajiquistão, Paquistão, Kuwait e a costa do Golfo Pérsico da Arábia Saudita, Barém e Emirados Árabes Unidos.
O império chegou ao fim em 224 d.C., quando o último xá parta foi derrotado por um de seus vassalos, Artaxes dos persas, da dinastia sassânida. As frequentes guerras com os romanos levaram à exaustão e à destruição do Império Sassânida. Com Constantinopla sitiada, o Imperador bizantino Heráclio flanqueou os persas pelo mar na Ásia Menor e atacou-os pela retaguarda, o que resultou numa derrota decisiva em 627 para os sassânidas na Mesopotâmia setentrional. Estes viram-se obrigados a abandonar todos os territórios conquistados e recuar, seguindo-se o caos interno e a guerra civil. Após 14 anos e sete reis diferentes, o Império Persa foi subjugado pelos árabes muçulmanos; com o assassinato, em 651, do último xá sassânida Isdigerdes III, seu território foi absorvido pelo Califado.
Conquistada por persas e gregos, a Mesopotâmia se torna o centro de um vasto império árabe no século VII (primeira dinastia de califas do profeta Maomé: a Dinastia Omíada dos descendentes de Meca). Um século depois, a dinastia abássida decidiu mudar a capital de Damasco para o leste, e o califa Almançor construiu a nova capital, Bagdá, nas margens do rio Tigre. Durante três séculos, a cidade das "Mil e uma Noites" foi o centro de uma nova cultura.

### Era Contemporânea

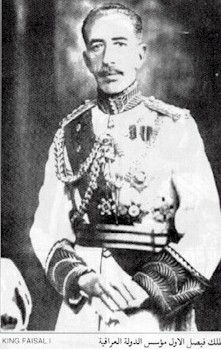
Rei Faiçal I do Iraque (1921–1933).

As fronteiras orientais do Império Otomano variaram muito ao longo de séculos de disputas com os Mongóis e outros povos da Ásia Central, posteriormente seguidas de disputas com o Império Russo, no século XIX. Na região do moderno Iraque, forças inglesas haviam ajudado a organizar sublevações regionais contrárias ao domínio otomano durante toda a I Guerra Mundial. O Iraque moderno nasceu em 1919, quando o Império Otomano, foi desmembrado, depois da Primeira Guerra Mundial.
Em 1920 a Conferência de San Remo levou à imposição de um mandato da Liga das Nações para a Inglaterra administrar o Iraque, onde indicaram a britânica Gertrude como governadora daquela região. O Rei Faiçal I foi coroado pelos britânicos como chefe de Estado, embora tivesse um poder meramente simbólico perante o domínio inglês. Isto fez eclodir uma nova rebelião independentista. Para dominar o Iraque, as tropas britânicas realizaram uma verdadeira guerra colonial, utilizando-se de forças blindadas e bombardeios aéreos contra vilas e cidades iraquianas durante toda a década de 1920, que incluíram o uso de armas químicas como o gás mostarda lançado de aviões.
Em 1932 o Iraque teve sua independência formalizada, embora continuasse sob forte influência inglesa, já que o Reino Unido conseguiu manter membros do antigo governo colonial (1920–1932) durante o curto período de independência do Iraque governado pelo Rei Faiçal (1932–1933) e na sequência, em governos dos seus descendentes da dinastia hachemita.

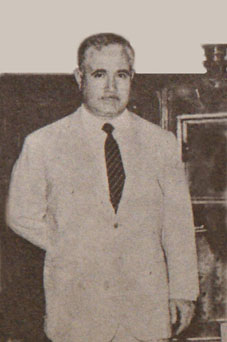
Muhammad Najib ar-Ruba'i, primeiro presidente do Iraque

Após a morte do rei Gazi, filho de Faiçal, em 1939, foi instituído um período de regência, pois o rei Faiçal II tinha apenas 4 anos. Na maior parte do período de regência, o tio do rei, Abdulillah (Abdel Ila), governou o Iraque. Este era um governo pró-britânico até o início da II Guerra Mundial. Em Março de 1940, o Primeiro-Ministro e General Nuri as-Said foi substituído por Rashid Ali al-Gailani, um nacionalista radical, que adotou uma política de não cooperação com os britânicos. A pressão britânica que se seguiu levou a uma revolta militar nacionalista em 30 de Abril de 1941, quando foi formado um novo governo, pró-Alemanha, encabeçado por Gailani. Os britânicos desembarcaram tropas em Baçorá e ocorreu uma rápida guerra entre os dois países em Maio, quando os ingleses restabeleceram o controle sobre o Iraque e Faiçal II foi reconduzido ao poder. Em 17 de Janeiro de 1943 o Iraque declarou Guerra à Alemanha. A Grã-Bretanha ocupou o Iraque até 1945 e dividiu a ocupação do vizinho Irã com as forças da URSS. Durante a guerra o Iraque foi um importante centro de suprimento para as forças dos Estados Unidos e da Grã-Bretanha que operavam no Oriente Médio e de transbordo de armas para a URSS. Após a II Guerra Mundial, o Iraque se tornou área de influência dos EUA, assinando o Pacto de Bagdá em 1955 com EUA e Turquia.
O Iraque participou da guerra árabe-israelense de 1947–1949 (Ver: Guerra árabe-israelense de 1948), e apoiou os países árabes em guerra contra Israel na Guerra dos Seis Dias (1967) e na Guerra do Yom Kipur (1973). Com a crise política dos anos 1950, o Iraque chegou a formar uma confederação com a Jordânia em 1958, que dissolveu-se com o fim da monarquia e o início da república no mesmo ano. O período 1959–1979 foi bastante conturbado na história iraquiana, com diversos golpes de Estado e participação em duas guerras.

### República Baathista

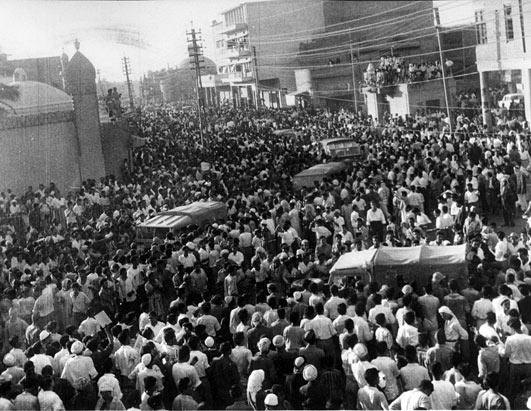
Revolução de 14 de Julho

Em 17 de julho de 1968, Ahmed Hassan al-Bakr liderou a chamada Revolução de 17 de Julho, que derrubou a república e o presidente Abdul Rahman Arif, colocando os baathistas no poder. Onze anos depois, em 15 de julho de 1979, o sunita Saddam Hussein (até então vice de al-Bakr) assumiu a liderança do país, iniciando um governo que duraria até a Invasão americana ao Iraque em 2003. Saddam lideraria o Iraque contra o Irã, na longa e sangrenta Guerra Irã-Iraque, apoiado pelos EUA. Entretanto, após invadir o Kuwait em 1990, o país foi duramente atacado pela coalizão de países liderada pelos EUA na Guerra do Golfo, em 1991. O governo de Saddam foi marcado por avanços econômicos e desenvolvimento do país, sem paralelo com a história anterior da nação. Contudo, após a guerra contra o Irã e contra as potências ocidentais pelo Kuwait, a economia do Iraque entrou em colapso. A corrupção no seio do regime e o encolhimento econômico foi seguido por anos de tensão sectária, entre sunitas, xiitas e curdos. Para reprimir uma rebelião deste último, perto do fim da guerra com o Irã, as forças de Hussein lançaram a chamada Operação Anfal, que resultou em mais de 180 000 mortes.

Saddam Hussein foi presidente e ditador do Iraque entre 1979 e 2003.

Os xiitas também se rebelaram, em 1991, mas sua revolta foi igualmente sufocada, com um saldo de mais de 230 000 pessoas mortas. Durante a década de 1990, o país foi assolado com tensão sectária e pobreza extrema (especialmente entre a população xiita), decorrente da má gestão, da infraestrutura precária e da corrupção do regime sunita de Saddam. Os Estados Unidos e seus aliados realizaram bombardeios esporádicos pelo país (como em 1996 e 1998). Duas zonas de exclusão aérea (as operações Northern Watch e Southern Watch) sobre o Iraque foram impostas pela OTAN, com o objetivo de limitar a capacidade do exército iraquiano de usar violência exagerada contra as minorias e tentar impedir repressões étnicas, ao mesmo tempo que tentava enfraquecer o regime baathista. Isso acabou por deteriorar ainda mais a infraestrutura civil e militar do país.
Após usar armas químicas e biológicas na guerra contra o Irã e na repressão dos xiitas e curdos, o regime de Saddam Hussein começou a sofrer pressão internacional para que ele abrisse mão de tais armamentos. Sanções econômicas foram então impostas pela comunidade internacional e pela ONU, devido a falta de colaboração das autoridades iraquianas. O resultado foi em uma acentuação da pobreza e deterioração da infraestrutura interna. Contudo, apesar de tudo, o regime de Saddam permaneceu firme até 2003, quando uma coalizão ocidental dos Estados Unidos o derrubou do poder.

### Intervenção internacional e transição para república

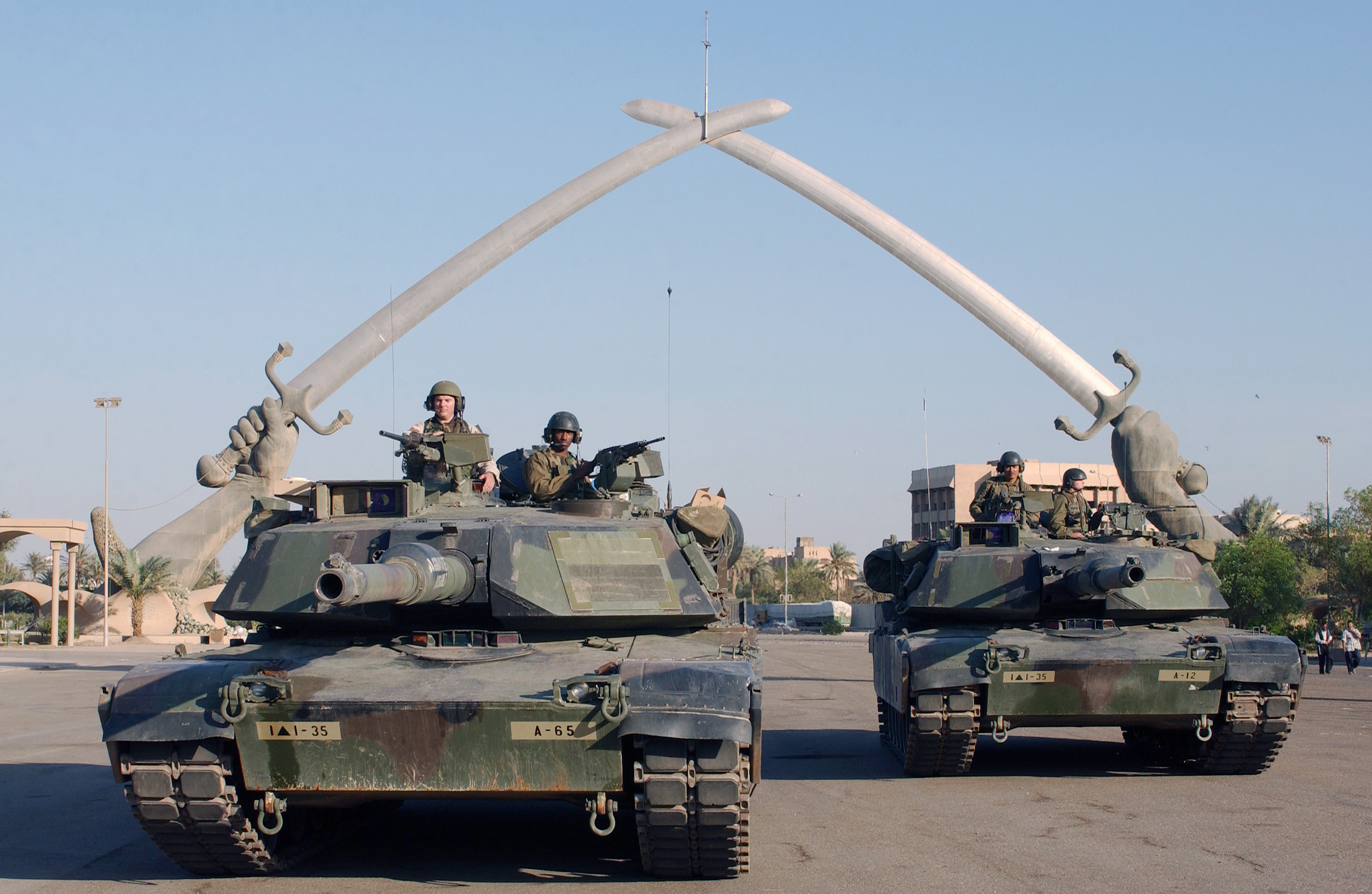
Dois tanques de guerra americanos M1 Abrams das forças de ocupação da Coalizão em frente ao monumento das "Mãos da Vitória", no centro de Bagdá, em 2003

Em 20 de março de 2003, uma coalizão liderada pelos Estados Unidos invadiu o Iraque, com o motivo declarado de desarmar o país que, segundo as potências ocidentais, havia falhado no abandono de suas armas químicas e nucleares, em violação ao Programa de Desenvolvimento das Nações Unidas, resolução 687. Os americanos e seus aliados afirmaram que devido o Iraque estar violando as normas da resolução 687, a autorização para o uso de forças armadas dessa resolução foi reavivado. Os Estados Unidos ainda justificam a invasão, afirmando que o regime de Saddam Hussein tinha ou estava a desenvolver armas de destruição em massa e declarando o desejo de remover um ditador opressivo do poder e levar a democracia ao Iraque. No seu discurso sobre o "Estado da União" de 29 de janeiro de 2002, o Presidente George W. Bush declarou que o Iraque era um membro do "Eixo do Mal", e que, tal como a Coreia do Norte e o Irão, o Iraque tentava adquirir armas de destruição em massa, resultando numa séria ameaça à segurança nacional dos E.U.A., Bush disse ainda:
O Iraque continua a ostentar a sua hostilidades em direção aos Estados Unidos e seu apoio ao terror. O regime iraquiano tem desenvolvido antrax, gases que afetam o sistema nervoso, e armas nucleares por mais de uma década … Este é o regime que concordou com inspecções internacionais - depois expulsou os inspetores. Este é um regime que tem algo a esconder do mundo civilizado … Procurando armas de destruição em massa, estes regimes [o Irão, o Iraque e a Coreia do Norte] representam um grave e crescente perigo. Eles poderiam fornecer estas armas aos terroristas, prestando-lhes os meios para corresponder ao seu ódio.

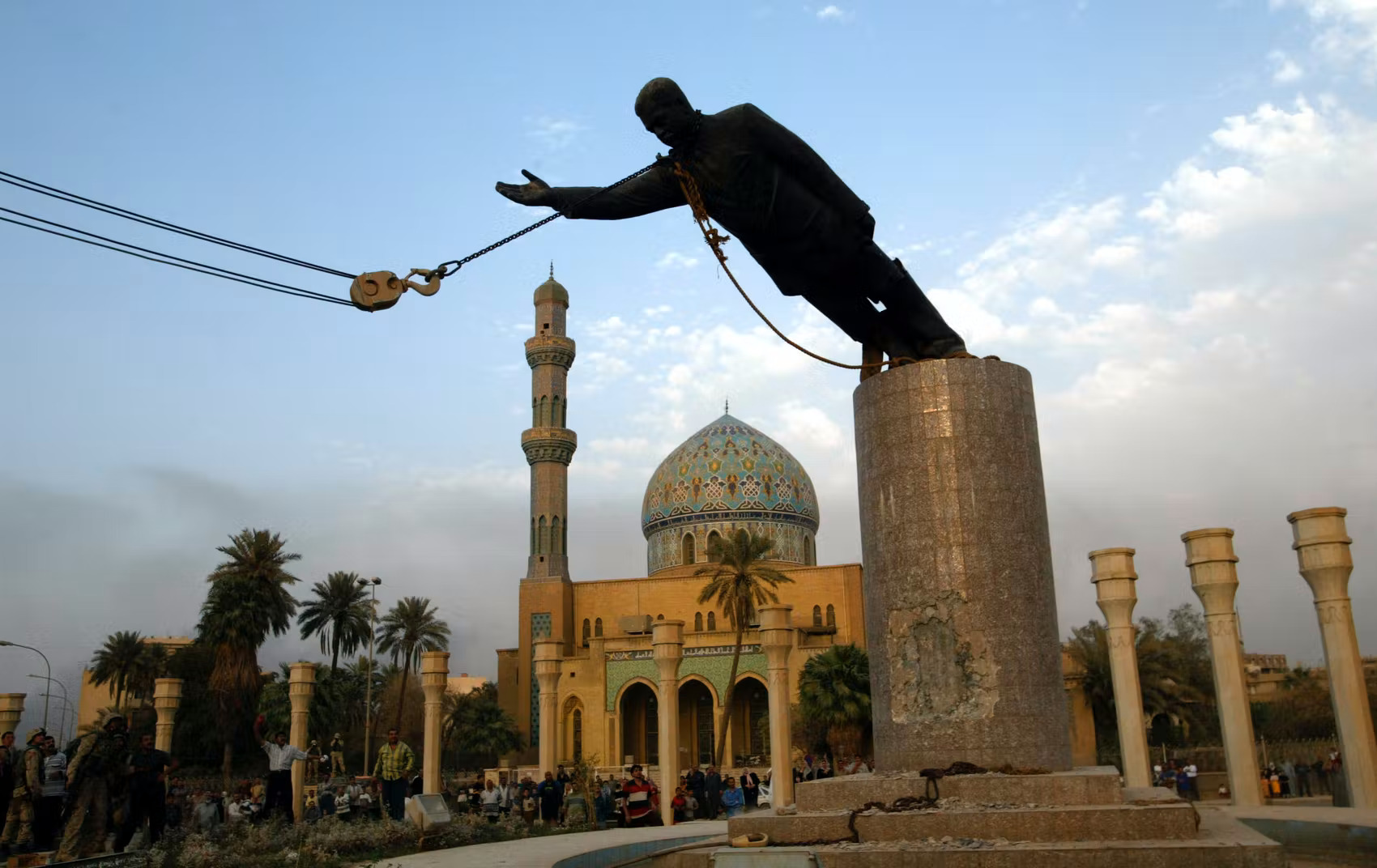
Uma estátua de Saddam Hussein no centro de Bagdá sendo derrubada em abril de 2003

Contudo, de acordo com um relatório mais abrangente do próprio governo dos Estados Unidos, nenhuma arma de destruição em massa foi encontrada desde a invasão, apesar de ter sido encontrado grande quantidade de materiais primas para produção dessas armas.
Apesar da rápida vitória e deposição do regime de Saddam Hussein, a ocupação acabou sendo desastrosa. Grupos xiitas e sunitas armaram-se e começaram um movimento de resistência contra as forças da coalizão ocidental. Os rebeldes também começaram a combater não só os americanos mas uns aos outros, dando início a um sangrento conflito de caráter sectário e religioso. Diversas facções como o chamado "Exército Mahdi", uma milícia xiita, e a Al-Qaeda, primordialmente sunita, começaram, a partir de 2004, sangrentos embates por todo o país. Entre 2004 e 2007, o Iraque viveu uma guerra civil que acabou ceifando centenas de milhares de vidas. Nesse meio tempo, em 2006, Saddam Hussein foi levado a julgamento por crimes contra a humanidade e enforcado. Para sucede-lo no poder, foi instituído um governo (formado por autoridades estrangeiras) chamado Autoridade Provisória da Coalizão, chefiado pelo americano Paul Bremer. Contudo, tanto a execução de Saddam quanto a formação do governo provisório, não conseguiu trazer um fim na violência que assolava a nação. A dissolução tanto do exército baathista, como da antiga infraestrutura governamental, pelas potências ocidentais acabou levando o país ao caos, virando o Iraque numa zona de guerra sangrenta e brutal.
Nem mesmo a instalação de um parlamento democraticamente eleito em 2005 (o primeiro em décadas) conseguiu por um fim na violência sectária e religiosa que assolava o Iraque. Ibrahim al-Jaafari, nomeado primeiro-ministro, não conseguiu trazer o país a estabilidade esperada. Seu sucessor, Nouri al-Maliki, também falhou no propósito de trazer um fim a guerra. Em 2007, o presidente americano George W. Bush ordenou o envio de 20 000 novos soldados americanos, levando o total de forças estrangeiras no Iraque para 176 000 combatentes (incluindo 148 000 estadunidenses). Após o envio destes reforços, a violência no país começou a cair. Com a situação de segurança melhorando e a economia do país começando a estabilizar, o parlamento iraquiano pediu formalmente para que os Estados Unidos retirassem suas tropas.

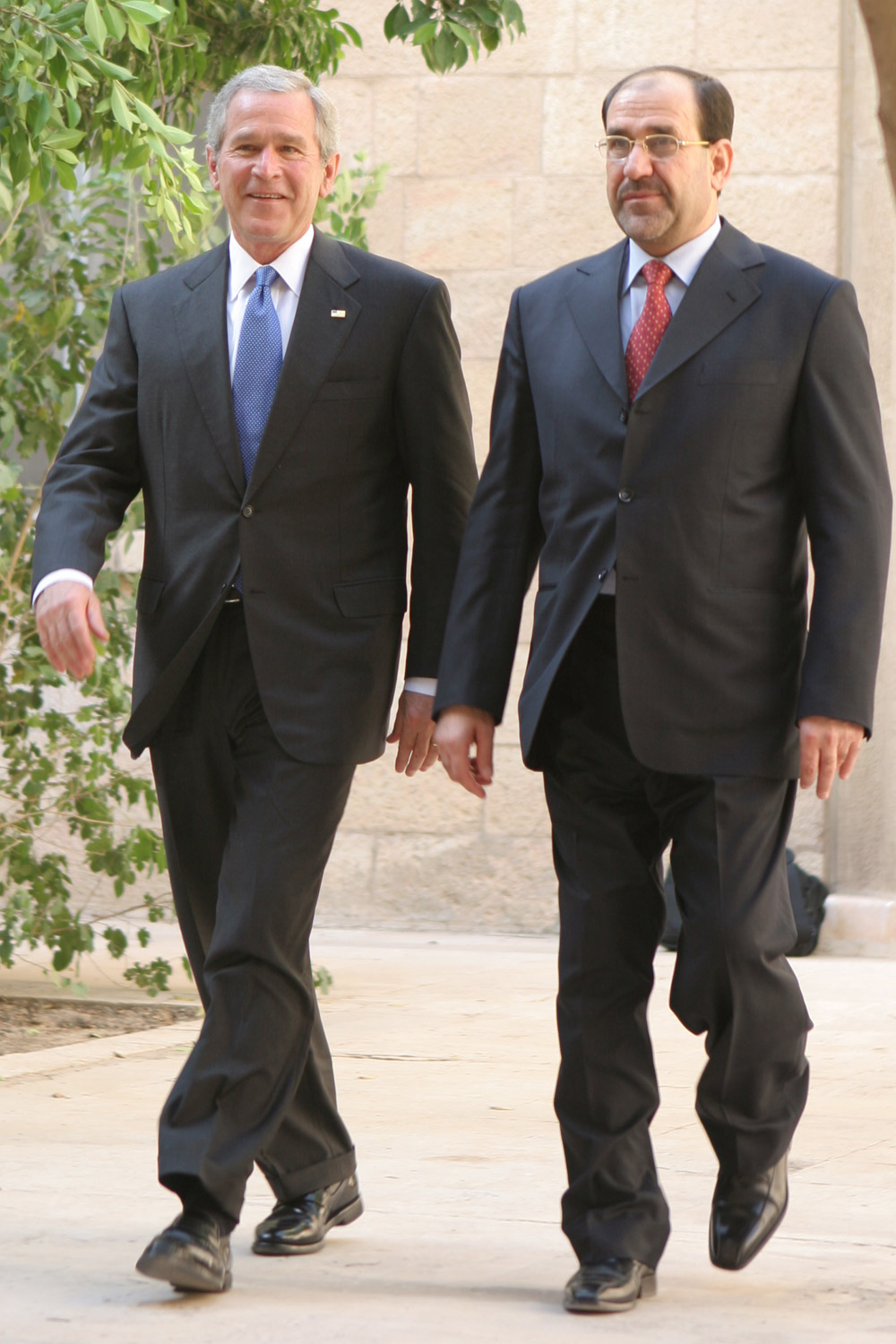
Presidente americano Bush e o primeiro-ministro iraquiano al-Maliki, em 2006

No ano seguinte, forças dinamarquesas, australianas e de outros países começaram a retirar suas forças do Iraque. Ainda em 2008, o Reino Unido, principal parceiro dos americanos na região, também deram início a sua retirada do território iraquiano. No mesmo ano, o governo Bush e o primeiro-ministro do Iraque firmaram um acordo para a retirada completa dos soldados dos Estados Unidos do país, encerrando as atividades da coalizão por lá. Generais americanos criticaram o plano, afirmando que sua saída de lá poderia reascender o conflito. Porém, a administração do presidente Barack Obama, que sucedeu Bush, estava determinada a encerrar a guerra do Iraque de uma vez por todas. Em 2009, o exército dos Estados Unidos começou a passar a responsabilidade de defesa do país para as forças de segurança iraquianas (armadas e financiadas pelos americanos). Em dezembro de 2011, o último soldado americano deixou o Iraque depois de oito anos de guerra.
Estima-se que mais de 500 000 pessoas tenham morrido no conflito no Iraque entre 2003 e 2011.

### Retirada estadunidense e guerra civil

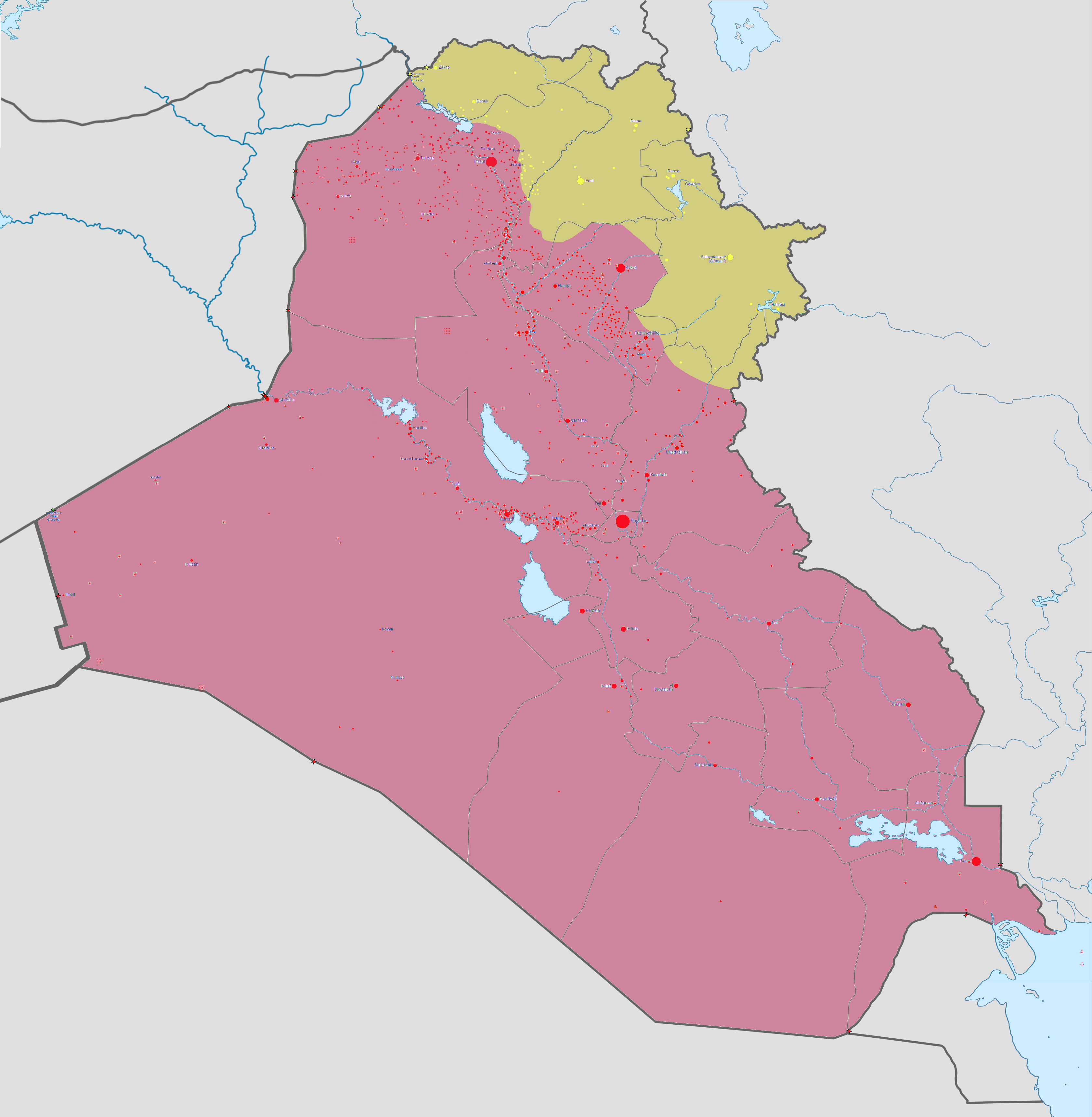
Situação atual
Controlado pelo governo iraquiano
Controlado pelos curdos iraquianos

A retirada americana do Iraque em 2011 veio durante um período em que o número de mortes no país tinha caído para os menores níveis desde antes de 2003. Muitos analistas haviam afirmado que a saída dos Estados Unidos poderia ter sido prematura, pois ainda havia uma sombra de insurgência e muita tensão sectária.
A Primavera Árabe e a guerra civil na vizinha Síria começou a desestabilizar a situação nas fronteiras iraquianas ao oeste. Xiitas e sunitas voltaram a se combater pelas ruas de diversas cidades do Iraque. Ao mesmo tempo, o primeiro-ministro Nouri al-Maliki aproveitou a saída da Coalizão ocidental de seu país para iniciar uma série de mudanças internas. Primeiro, expulsou do seu governo e das forças armadas membros sunitas proeminentes, enquanto colocava gente de sua confiança em cargos importantes. Sua administração era considerada extremamente corrupta e sectária, já que ele e a maioria xiita do Iraque parecia não querer compartilhar o poder com os compatriotas sunitas.
Em 2014, a violência sectária e religiosa no Iraque reacendeu com toda a intensidade. Combates sangrentos começaram a irromper no norte e no oeste do país, onde a maioria da população sunita vive. O grupo extremista Estado Islâmico do Iraque e do Levante (EIIL) iniciou uma pesada ofensiva com o objetivo declarado de instaurar um califado muçulmano na região, englobando uma enorme área do Iraque (e também da Síria) e querem impor uma visão estrita da lei islâmica nos territórios que ocupam. Na ofensiva, cidades como Ticrite, Faluja e Mossul, foram tomadas pelos jihadistas.
Com a forte instabilidade política, novos e sangrentos combates irromperam pelo Iraque. Atrocidades, como assassinatos em massa e saques estariam sendo cometidos pelos insurgentes do EIIL. O governo iraquiano reagiu mandando seus exércitos contra-atacarem os rebeldes. O país segue atualmente em profunda instabilidade interna. Em dezembro de 2017, após anos de derramamento de sangue, as autoridades do Iraque declararam "vitória" na luta contra o Estado Islâmico, afirmando ter expulsado seus militantes do território do país.

## Geografia

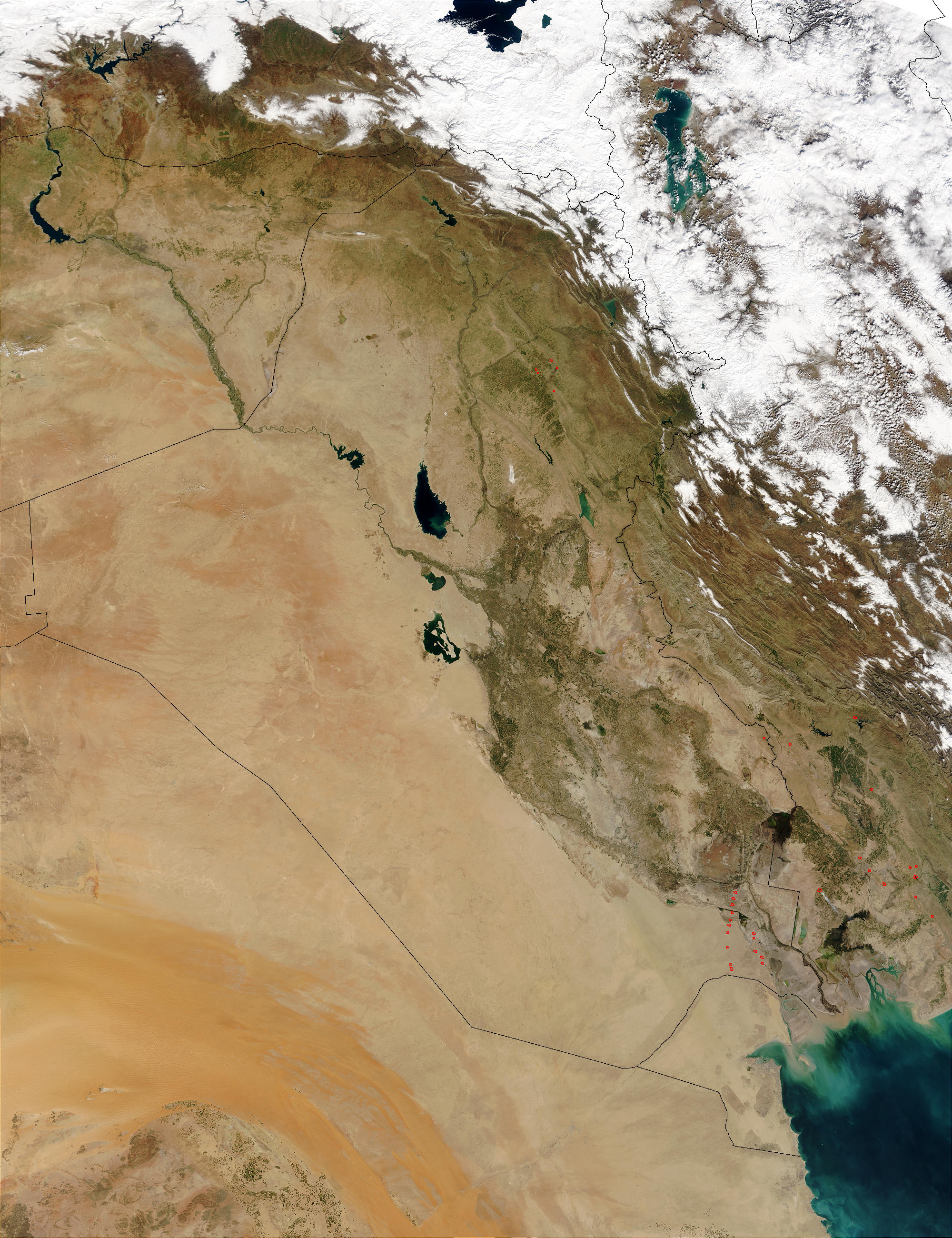
Imagem de satélite do território iraquiano

O Iraque está localizado no Oriente Médio e abrange uma área de 437 072 km2, sendo o 58.º maior país do mundo. É comparável em tamanho ao estado norte-americano da Califórnia e um pouco maior do que o Paraguai.
O país consiste principalmente de deserto, mas perto dos dois grandes rios (Tigre e Eufrates) são planícies aluviais férteis, como os rios carregam cerca de 60 milhões de metros cúbicos (m³) de lodo anualmente ao delta. O norte do país é na sua maioria composto por montanhas; o ponto mais alto tem 3 611 m de altitude, sendo conhecido localmente como Cheekah Dar (tenda preta). O Iraque tem uma pequena costa com 58 km de extensão ao longo do Golfo Pérsico. Perto da costa e ao longo de Xatalárabe costumava haver zonas pantanosas, mas muitos foram drenados na década de 1990.[carece de fontes?]
A maior parte do Iraque tem um clima árido quente com influência subtropical. As temperaturas do verão ficam em média acima de 40 °C na maior parte do país e frequentemente excedem 48 °C. As temperaturas do inverno raramente excedem 21 °C com máximas de aproximadamente 15–19 °C e mínimas de tempo de 2–5 °C. Normalmente a precipitação é baixa; a maioria dos lugares recebem menos de 250 mm por ano, sendo que o máximo de precipitação que ocorre durante os meses de inverno. Chuvas durante o verão são extremamente raras, exceto no extremo norte do país. As regiões montanhosas do norte têm invernos frios com fortes nevascas ocasionais, por vezes, causando grandes inundações.[carece de fontes?]

## Demografia
Em abril de 2009 a estimativa para a população iraquiana era de 31 234 000 habitantes. A população do Iraque era estimada em apenas 2 milhões de pessoas em 1878. Em 2013, o governo anunciou que o país abrigava 35 milhões de pessoas, em meio a um boom populacional pós-guerra. Até 2020, o crescimento populacional iraquiano declinou, com a população do país chegando a 40 milhões naquele ano.

### Composição étnica
O Iraque tem uma composição étnico-linguística de maioria árabe e minoria de curdos (15%), concentrados a porção norte do país. A língua árabe é oficial e predominante; já no Curdistão, o árabe é ensinado como segunda língua depois da língua curda, também é falado o língua aramaica pelos cristãos assírios.[carece de fontes?]
De acordo com o CIA World Factbook, citando uma estimativa do governo iraquiano de 1987, a população do Iraque é formada por 75–80% de árabes, seguidos por 15% de curdos. Além disso, a estimativa alega que outras minorias formam 5% da população do país, incluindo os turcomanos, yazidis, shabaks, kaka'is, beduínos, ciganos, assírios, daguestãos e persas. No entanto, o International Crisis Group assinala que os números do censo de 1987, bem como os censos de 1967, 1977 e 1997, "são todos considerados altamente problemáticos, devido a suspeitas de manipulação do regime" porque os cidadãos iraquianos só podiam indicar pertencer ao povo árabe ou curdo. Consequentemente, isso distorceu o número de outras minorias étnicas, como o terceiro maior grupo étnico do Iraque — os turcomanos.
Um relatório publicado pelo Serviço de Pesquisa do Parlamento Europeu sugere que em 2015 havia 24 milhões de árabes (15 milhões de xiitas e 9 milhões de sunitas); 4 milhões de curdos sunitas (mais 500 000 curdos xiitas e 200 000 kaka'is); 3 milhões de turcomanos iraquianos; 1 milhão de afro-iraquianos; 500 000 cristãos (incluindo assírios e armênios); 500 000 yazidis; 250 000 Shabaks; 50 000 ciganos e algumas dúzias de judeus.

### Religião

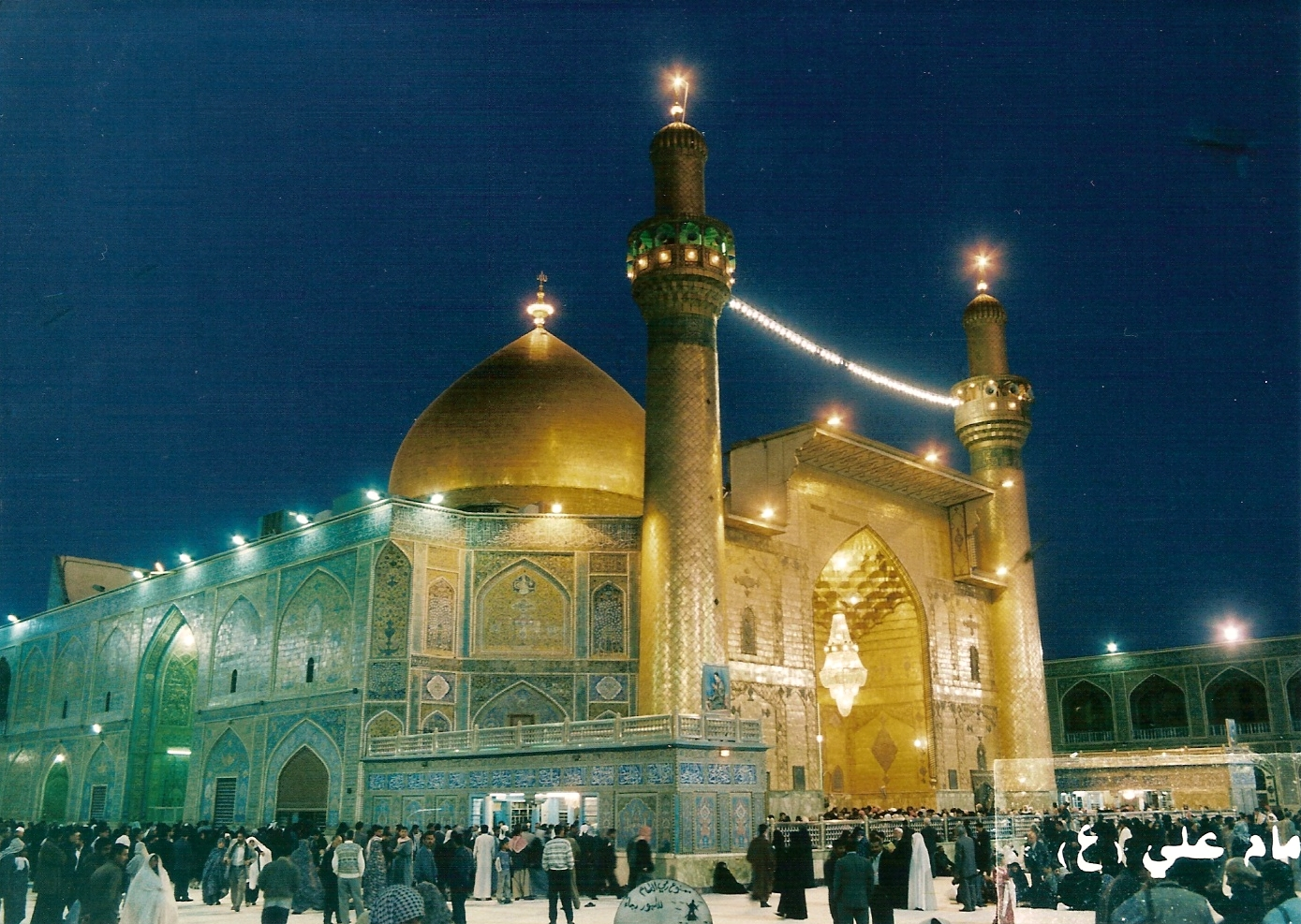
Mesquita Imã Ali em Najaf

O Iraque é um país de maioria muçulmana; o islã representa cerca de 95% da população, enquanto os não muçulmanos (principalmente os cristãos assírios) atingem apenas 5%. O país tem uma população mista de xiitas e sunitas. O The World Factbook, da CIA, estima que cerca de 65% dos muçulmanos no Iraque são xiitas e cerca de 35% são sunitas. O Pew Research Center estimou em 2011 que 51% dos muçulmanos no Iraque são xiitas, 42% são sunitas, enquanto 5% identificam-se como "apenas muçulmano".
A população sunita queixa-se de enfrentar a discriminação em quase todos os aspectos da vida por parte do governo. No entanto, o primeiro-ministro Nouri al-Maliki nega tais críticas.
Os cristãos vivem na região há cerca de 2 000 anos e muitos descendem dos antigos mesopotâmios-assírios pré-árabes. Eles foram estimados em mais de 1,4 milhão em 1987, ou 8% da população da época, e em 16,3 milhões e 550 mil em 1947, ou 12% da população.

## Governo e política

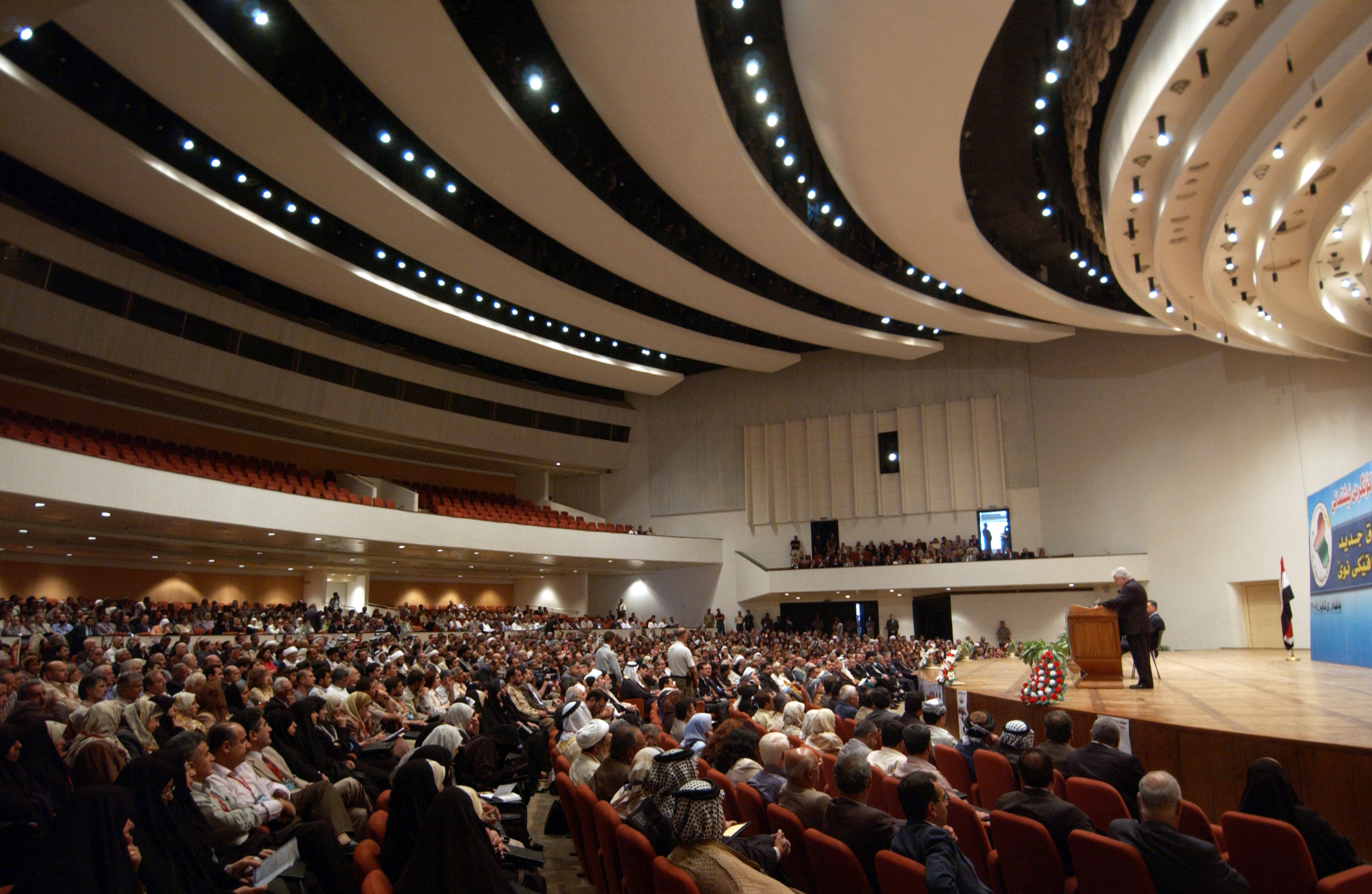
Centro de Convenções de Bagdá, o atual local de reunião do Conselho de Representantes do Iraque

O governo iraquiano é definido nos termos da Constituição atual como uma república árabe parlamentar, democrática e federal. O governo federal é composto pelo executivo, legislativo e judiciário, bem como por várias comissões independentes. Além do governo federal, existem regiões (compostas por uma ou mais províncias), províncias e distritos dentro do Iraque com jurisdição sobre vários assuntos, tal como definido pela lei.
A Aliança Nacional é o principal bloco parlamentar xiita e foi criada como resultado de uma fusão da Coalizão Estado de Direito e da Aliança Nacional Iraquiana, do primeiro-ministro Nouri Maliki. O Movimento Nacional Iraquiano é liderado por Iyad Allawi, um xiita secular amplamente apoiado pelos sunitas. O partido tem uma perspectiva anti-sectária mais consistente do que a maioria de seus rivais. O Curdistão iraquiano é dominado por dois partidos, o Partido Democrático do Curdistão liderado por Masooud Barzani, e pela União Patriótica do Curdistão, liderada por Jalal Talabani. Ambos os partidos são seculares e desfrutam de laços estreitos com o Ocidente.
Em 2010, de acordo com o Índice de Estados Falido, o Iraque era o sétimo país mais politicamente instável do mundo. A concentração de poder nas mãos do primeiro-ministro Nouri al-Maliki e a crescente pressão sobre a oposição causam preocupação sobre o futuro dos direitos políticos no Iraque.

### Forças armadas

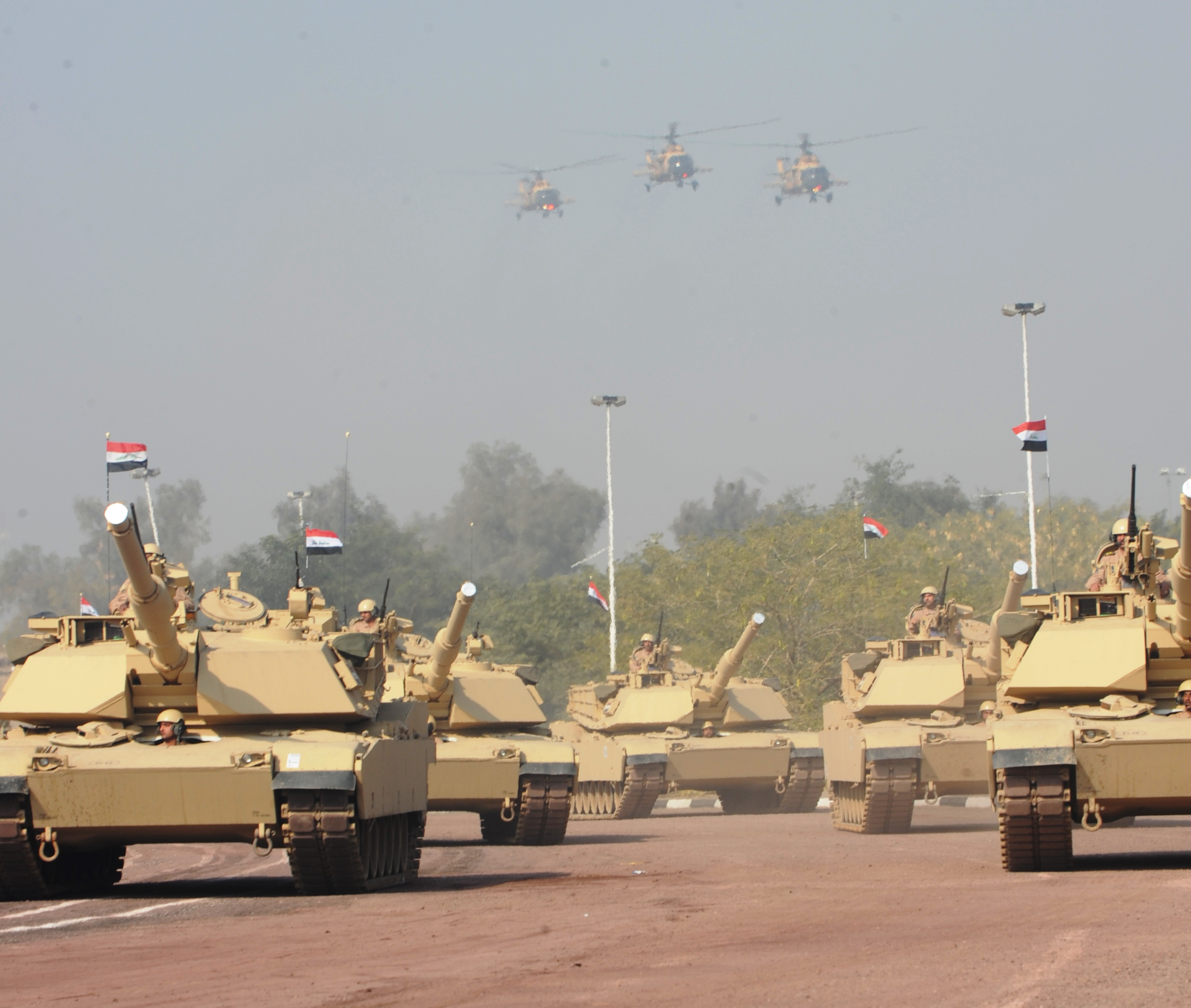
Blindados M1 Abrams e helicópteros das forças armadas iraquianas, durante um desfile em 2011.

O Iraque possui forças armadas desde 1920, período em que o país esteve sobre domínio britânico. São constituídas de Exército, Marinha e Força Aérea. Os três ramos das forças armadas iraquianas possuem grande importância na história recente do país, com envolvimento em diversos conflitos.

### Símbolos nacionais
A bandeira nacional do Iraque segue o modelo tricolor das bandeiras da Revolta Árabe. Após a ocupação norte-americana, tentou-se criar um desenho fora desse contexto, o qual foi, no entanto, rejeitado. Uma nova bandeira foi adotada em janeiro de 2008, tendo sido retiradas as três estrelas verdes associadas ao partido Ba'ath, que significavam unidade, liberdade e socialismo. Manteve-se no entanto o lema Allah-u-Akbar (Deus é grande).

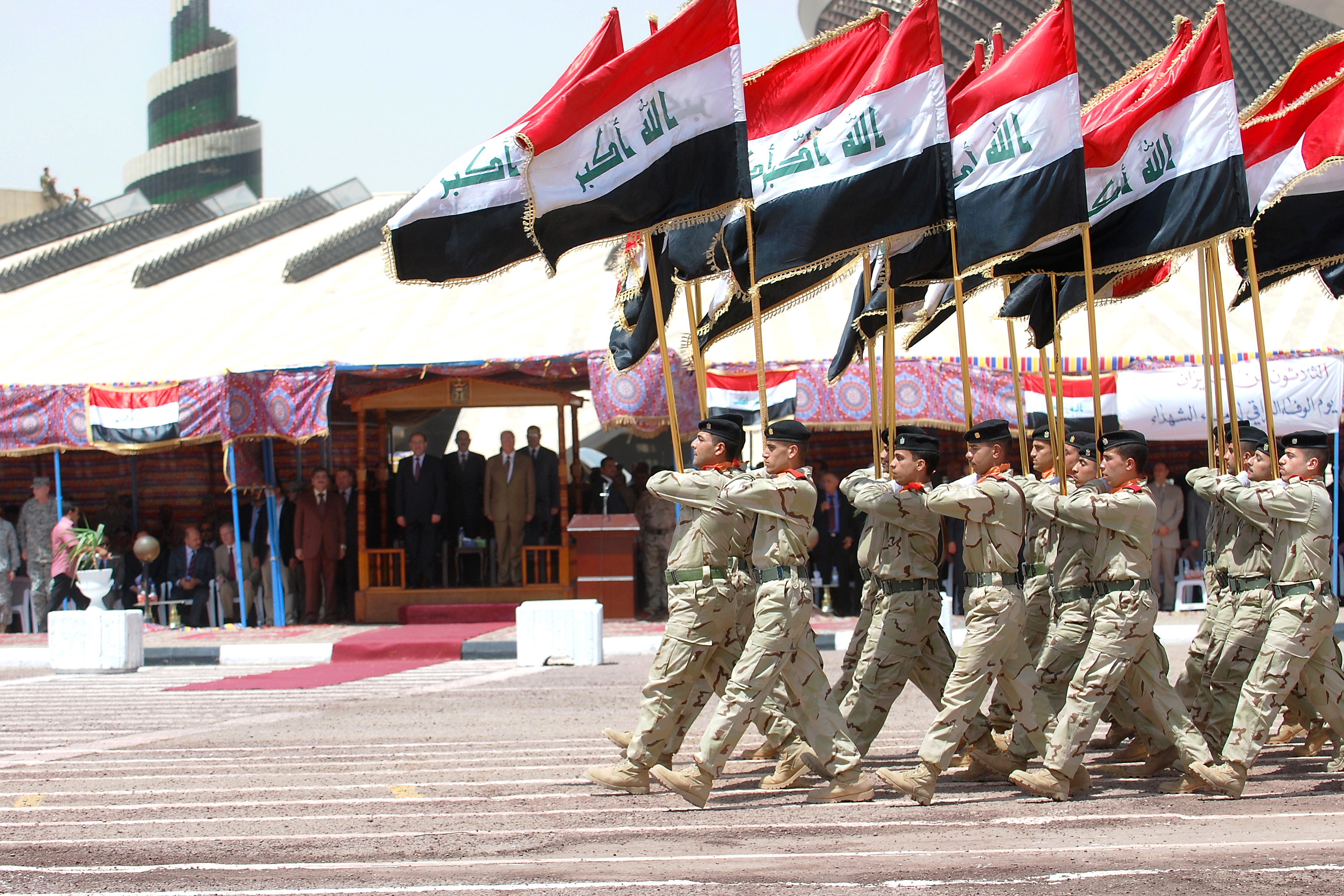
Soldados iraquianos marchando com a bandeira nacional

O brasão de armas do Iraque contém a águia dourada de Saladino associada ao pan-arabismo do século XX, com um escudo da bandeira iraquiana, e segurando um pergaminho com as suas garras contendo as palavras الجمهورية العراقية (em árabe: al-Jumhuriya al-Iraqiya ou República Iraquiana).[carece de fontes?]
O Brasão de armas em 1965, não tinha a escrita cúfica entre as estrelas da bandeira e foi colocado verticalmente. Esta versão permaneceu em uso até ser substituída pela actual versão, em 2004. Continua controvérsia sobre a bandeira do Iraque resultante do governo interino, que adopta uma bandeira sem retirado as estrelas, mas mantendo a escrita cúfica.[carece de fontes?]
"Mawtini" (Em árabe: موطني, "Minha Pátria"), é um poema popular escrito pelo poeta palestino Ibrahim Touqan por volta de 1934 na Palestina, que veio a ser o hino nacional de facto da Autoridade Nacional Palestina. A melodia original foi composta por Muhammad Fuliefil, e ao longo dos anos foi se tornando popular no mundo árabe. Recentemente, foi adaptada para ser o hino nacional do Iraque, substituindo o antigo hino "Ardulfurataini Watan".[carece de fontes?]

### Direitos Humanos
As relações entre o Iraque e sua população curda têm sido desfavoráveis na história recente, especialmente com a campanha genocida de Saddam Hussein contra eles na década de 1980. Após revoltas no início dos anos 90, muitos curdos fugiram de sua terra natal e zonas de exclusão aérea foram estabelecidas no norte do Iraque para evitar mais conflitos. Apesar das relações historicamente ruins, houve algum progresso, e o Iraque elegeu seu primeiro presidente curdo, Jalal Talabani, em 2005. Além disso, o curdo é agora um idioma oficial do Iraque, juntamente com o árabe, de acordo com o Artigo 4 da Constituição.
Os direitos LGBT no Iraque continuam limitados. Embora descriminalizada, a homossexualidade continua estigmatizada na sociedade iraquiana. Os direitos humanos no território controlado pelo Estado Islâmico foram registrados como altamente violados. Isso incluiu execuções em massa na parte de Mossul ocupada pelo Estado Islâmico e o genocídio dos yazidis em Sinjar, povoado por yazidis, que fica no norte do Iraque.
Em 2024, uma Lei, conhecida como Lei 188, foi proposta pelos partidos ultra-conservadores Xiitas que objetiva a diminuição da idade reduzir a idade legal de consentimento de 18 para nove anos, permitindo que os homens se casem com crianças pequenas.A mudança legal proposta também priva as mulheres dos direitos ao divórcio, à guarda dos filhos e à herança. A coalizão governamental afirma que a medida se alinha a uma interpretação rigorosa da lei islâmica e tem como objetivo proteger as meninas de “relacionamentos imorais”. Especialistas e ativistas sustentam que a emenda, na prática, resultaria na supressão dos direitos mais fundamentais das mulheres no país.. Anteriormente já ocorreram tentativas similares de implementar a redução da idade legal de consentimento.

## Subdivisões
O Iraque é composto por 19 províncias, que são subdividas em distritos. O Curdistão iraquiano (Arbil, Dahuk, Suleimânia e Halabja) são as únicas regiões legalmente definidas no país, com seus próprios governos.
1. Dahuk
2. Ninawa
3. Arbil
4. Quircuque
5. Suleimânia
6. Saladino
7. Ambar
8. Bagdá
9. Diala
10. Carbala
11. Babil
12. Uacite
13. An-Najaf
14. Cadésia
15. Maysan
16. Mutana
17. Dhi Qar
18. Baçorá
19. Halabja

## Economia

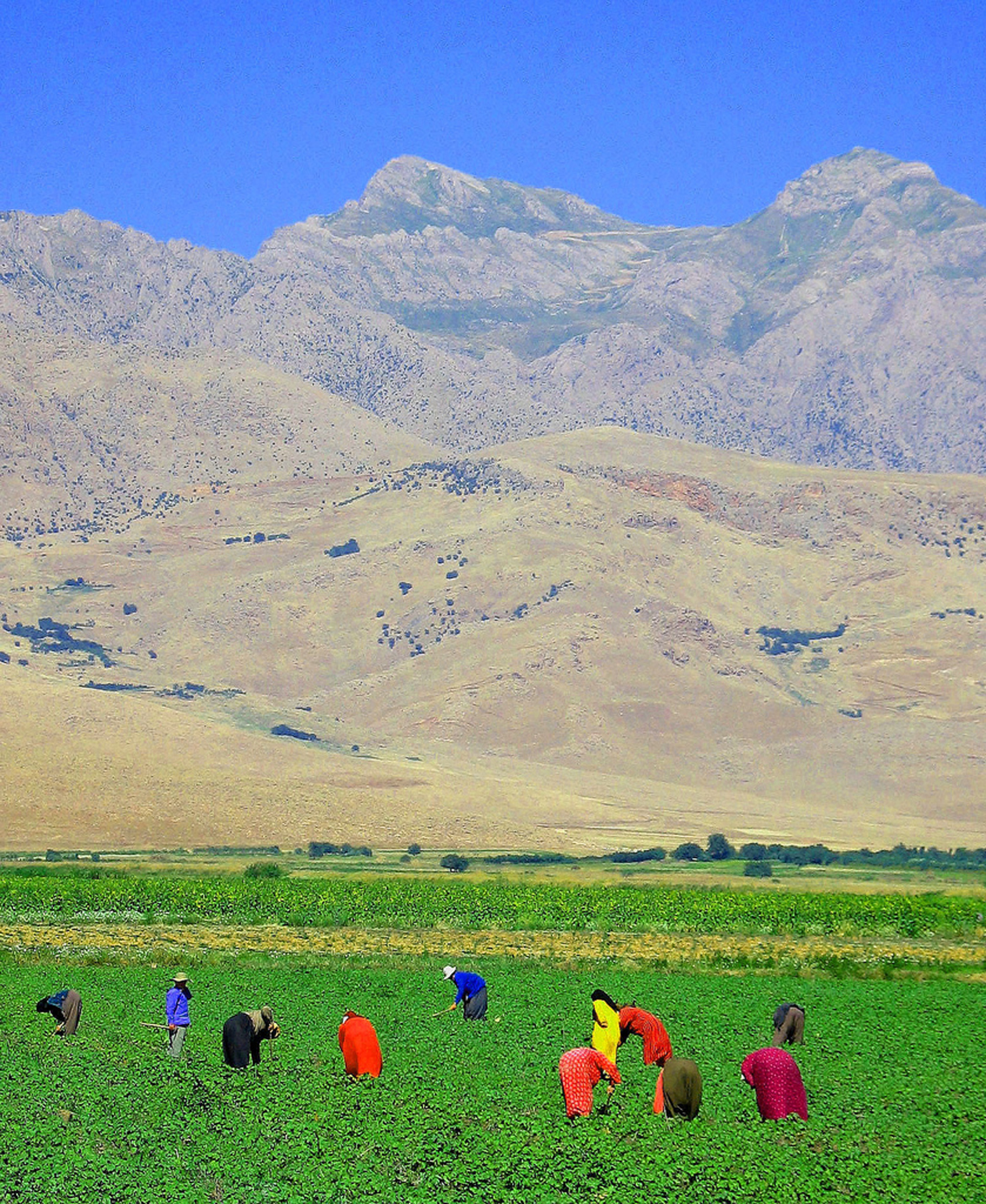
A agricultura é um importante setor da economia

A economia iraquiana é dominada pelo setor petrolífero, o que tem proporcionado tradicionalmente cerca de 95% das receitas em divisas. A falta de desenvolvimento em outros setores resultou em 18%-30% de desempregados e um deprimido PIB per capita de 4 mil dólares. O emprego no setor público foi responsável por quase 60% do emprego em tempo integral em 2011. A exportação da indústria de petróleo gera muito pouco emprego. Atualmente, apenas uma pequena porcentagem de mulheres (a estimativa mais elevada para 2011 foi de 22%) participam da força de trabalho local.
Antes da ocupação estadunidense, a economia planificada do país proibia que empresas locais fossem compradas por estrangeiros, sendo que a maioria das grandes indústrias eram empresas estatais, e impunha grandes tarifas para impedir a entrada de mercadorias estrangeiras. Após a invasão do país 2003, a Autoridade Provisória da Coalizão rapidamente começou a emitir muitas ordens para privatizar a economia e abri-la ao investimento estrangeiro.
Em 20 de Novembro de 2004, o Clube de Paris de países credores concordou em amortizar 80% (33 bilhões de dólares) da dívida de 42 bilhões de dólares do Iraque com os membros do Clube. A dívida externa total do país era cerca de 120 bilhões de dólares na época da invasão de 2003 e tinha crescido mais 5 bilhões de dólares até 2004.

### Recursos naturais

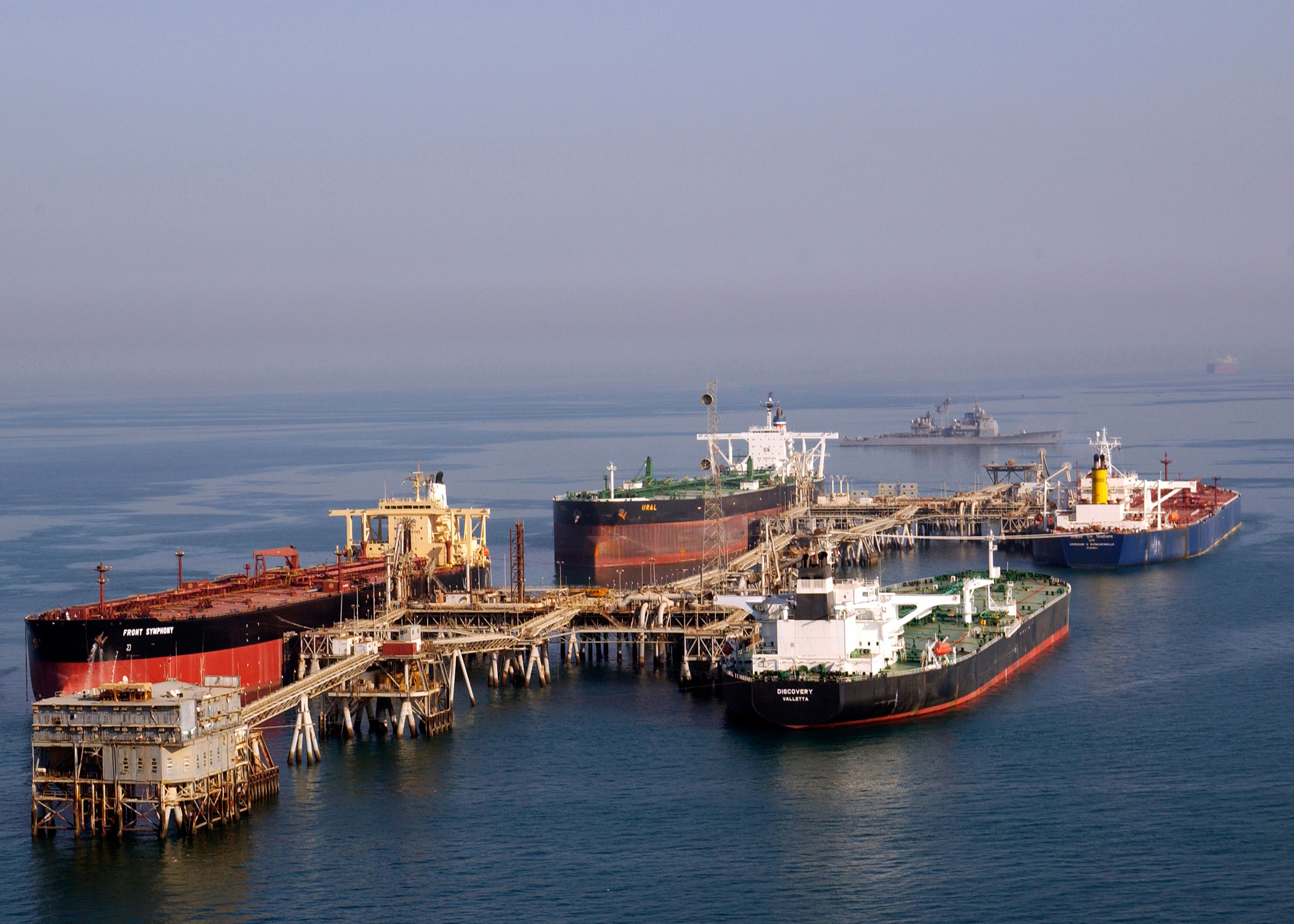
Petroleiros no terminal de Baçorá

Com seus 143,1 bilhões de barris (2 275 × 1 010 m3) de reservas provadas de petróleo, o Iraque ocupa o segundo lugar no mundo, atrás apenas da Arábia Saudita, no montante de reservas deste recurso. Os níveis de produção de petróleo chegaram a 3,4 milhões de barris por dia até dezembro de 2012. Apenas cerca de 2 000 poços de petróleo foram perfurados no Iraque, em comparação com cerca de 1 milhão poços perfurados apenas no Texas. O Iraque é um dos membros fundadores da Organização dos Países Exportadores de Petróleo (OPEP).
Em 2010, apesar do maior nível de segurança e bilhões de dólares em receitas de petróleo, o Iraque ainda gerava cerca de metade da eletricidade que a demanda de clientes exigia, levando a protestos durante os meses quentes de verão.

## Cultura

### Culinária

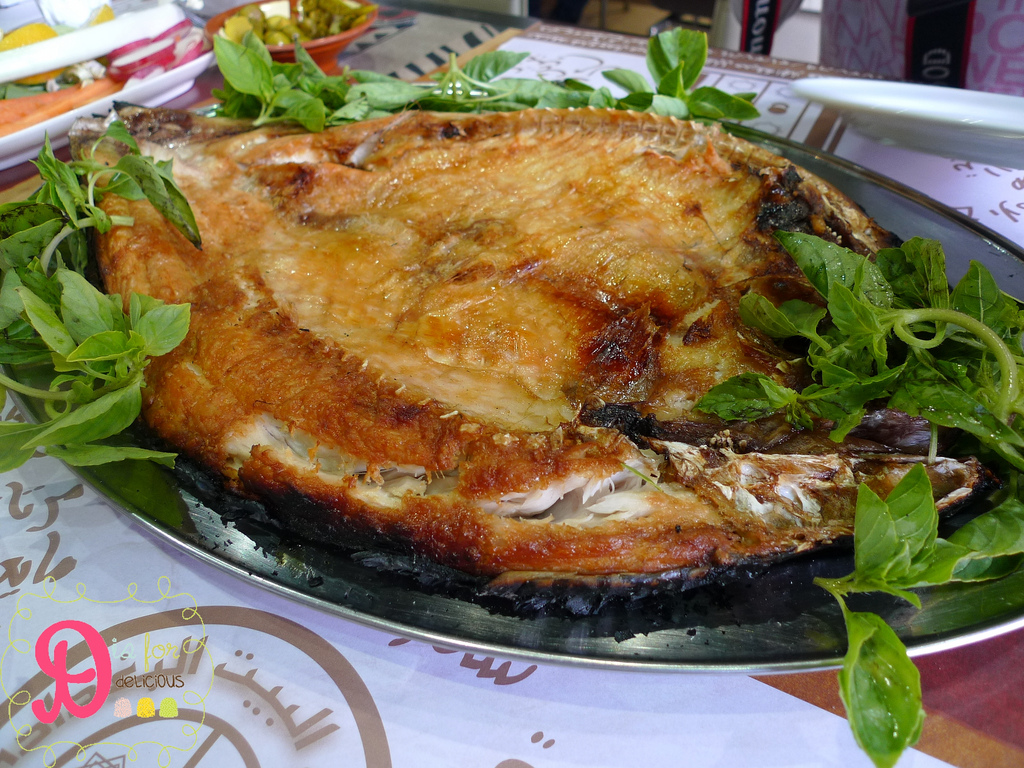
Masgouf, prato típico do Iraque.

A história da culinária iraquiana remonta a cerca de 10 000 anos — influenciada pelos antigos impérios sumério, acadiano, babilônico, assírio e persa antigo. As tábuas de argila sumérias, encontradas em ruínas antigas no Iraque, mostram receitas preparadas em templos durante feriados religiosos — sendo uma representação dos primeiros livros de culinária do mundo. O antigo Iraque, ou "Mesopotâmia", era o lar de muitas civilizações sofisticadas e altamente avançadas, em todos os campos do conhecimento, incluindo artes culinárias. No entanto, foi nos tempos medievais em que Bagdá era a capital do califado abássida que a culinária iraquiana alcançou seu auge. Hoje, a culinária do Iraque reflete essa rica herança e fortes influências das tradições culinárias da vizinha Turquia, Irã e da área da Grande Síria.
Alguns dos ingredientes característicos da culinária iraquiana incluem legumes, como berinjela, tomate, quiabo, cebola, batata, abobrinha, alho, pimenta e pimentão, cereais tais como arroz, bulgur de trigo e cevada; e leguminosas como lentilhas, feijão branco e grão de bico; frutas como tâmaras, passas, damascos, figos, uvas, melão, romã e frutas cítricas, como limão e laranja.
Da mesma forma que em outros países da Ásia Ocidental, frango e especialmente cordeiro são as carnes favoritas dos iraquianos. A maioria dos pratos é servida com arroz, geralmente Basmati, que é cultivado nos pântanos da Mesopotâmia, no sul do Iraque. O bulgur e trigo são usados em muitos pratos, sendo consumidos no país desde os dias dos antigos assírios.

### Esporte

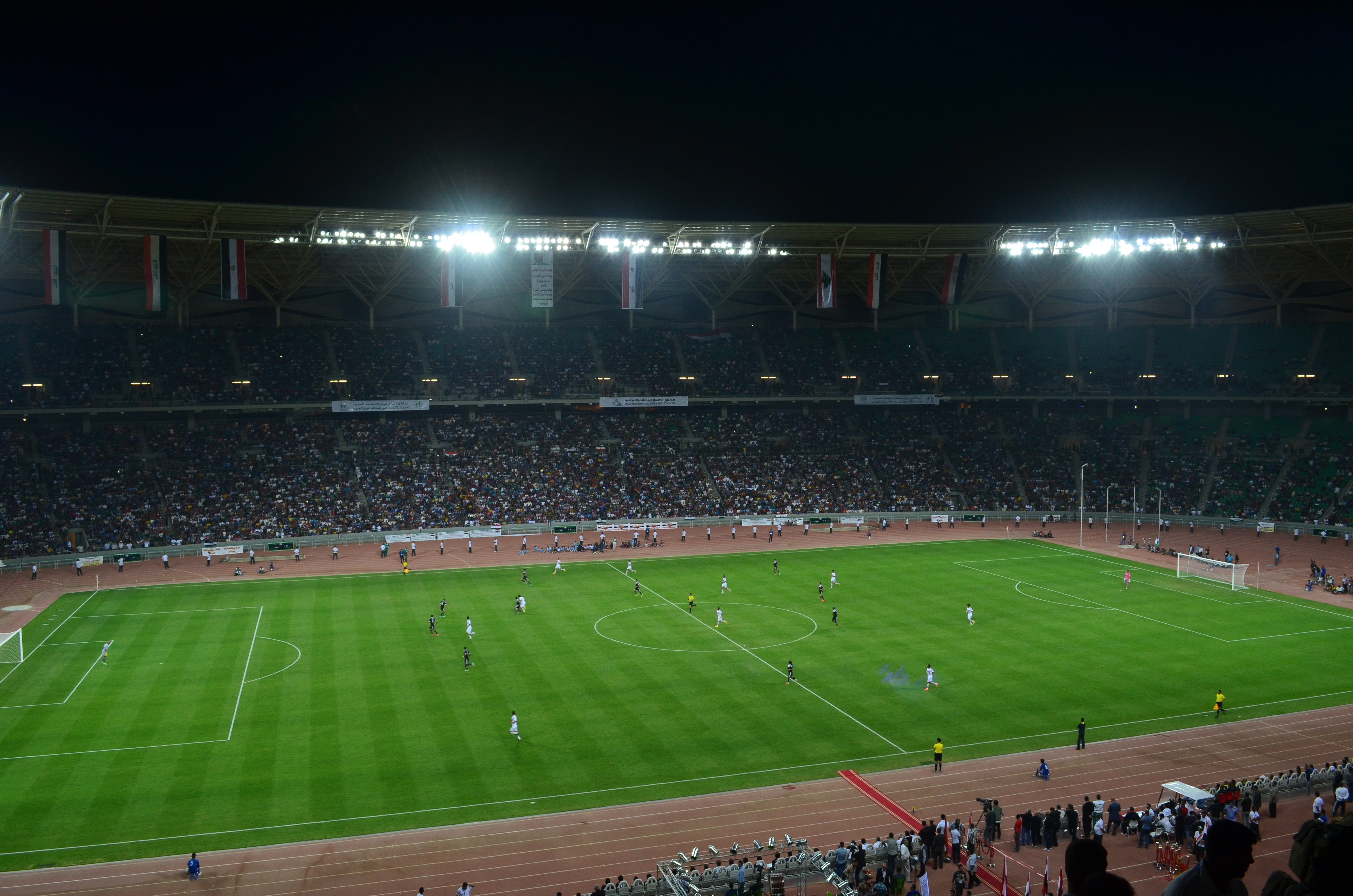
Estádio Internacional de Basra.

O futebol é o esporte mais popular no Iraque. O futebol é um fator de união considerável no Iraque após anos de guerra e conflitos. Basquetebol, natação, levantamento de peso, musculação, boxe, kick boxing e tênis também são esportes populares.
A Associação Iraquiana de Futebol é o corpo governante do futebol no Iraque, controlando a equipe nacional de futebol do Iraque e o Campeonato Iraquiano de Futebol. Foi fundada em 1948 e é membro da FIFA desde 1950 e da Confederação Asiática de Futebol desde 1971. O Iraque foi o campeão da Copa da Ásia de 2007 da AFC depois de derrotar a Arábia Saudita na final por 1–0, graças a um gol do capitão Younis Mahmoud, a seleção também já participou da Copa do Mundo FIFA de 1986.